# Tinnenpot
Tinnenpot is een theatergezelschap- en gebouw in Gent. Het gezelschap splitste onder leiding van theaterdirecteur Jo Decaluwe in 2001 af van het ARCA theater dat toen fuseerde met het NTGent. Het gebouw evolueerde van een opslagplaats van papierhandel Timmermans, tot een sportcomplex, naar het huidige theater met 8 zalen.